# شعله (فیلم ۱۹۷۱)
شعله (به هندی: Jwala) فیلمی محصول سال ۱۹۷۳ و به کارگردانی ام. وی رامان است. در این فیلم بازیگرانی همچون سونیل دات، مدهوبالا، سهراب مودی، پران، آشا پارک، لالیتا پاوار، شوبا و دایسی ایرانی ایفای نقش کرده‌اند.